# Esso

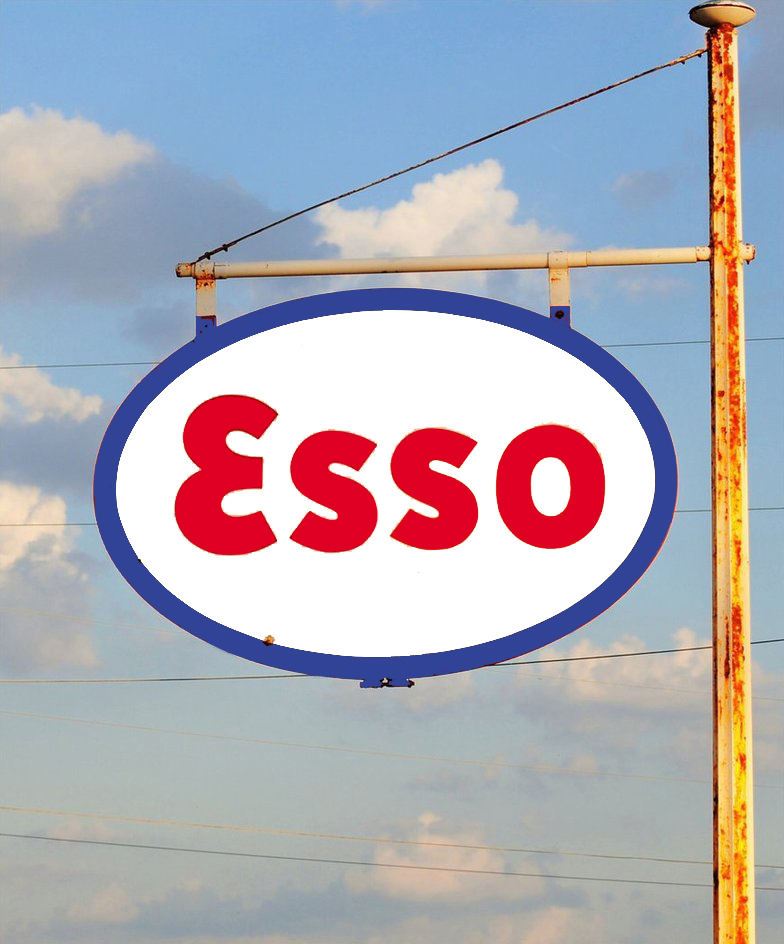
Esso:s varumärke på en skylt av äldre snitt

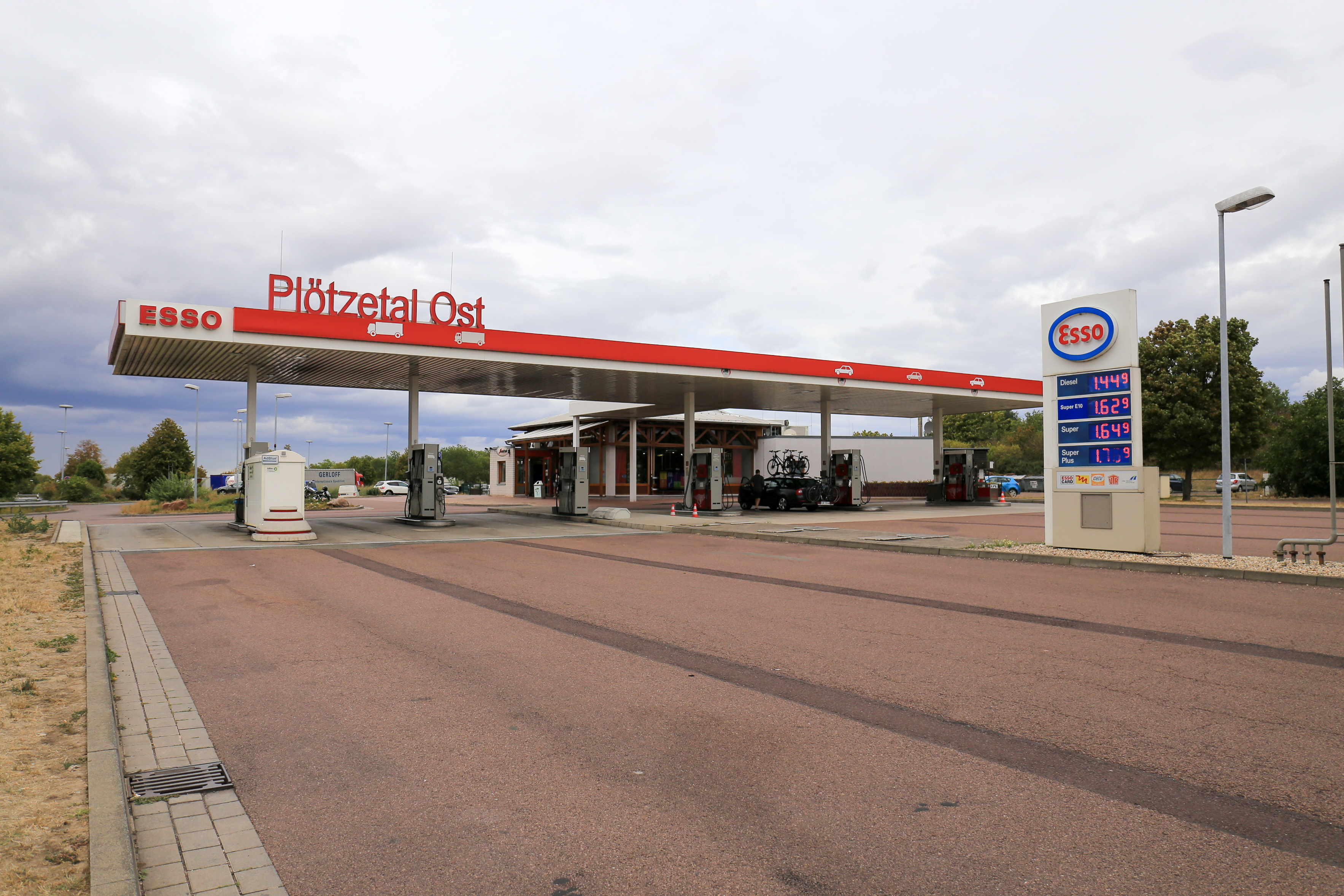
Essomack nära Könnern i Tyskland, 2018

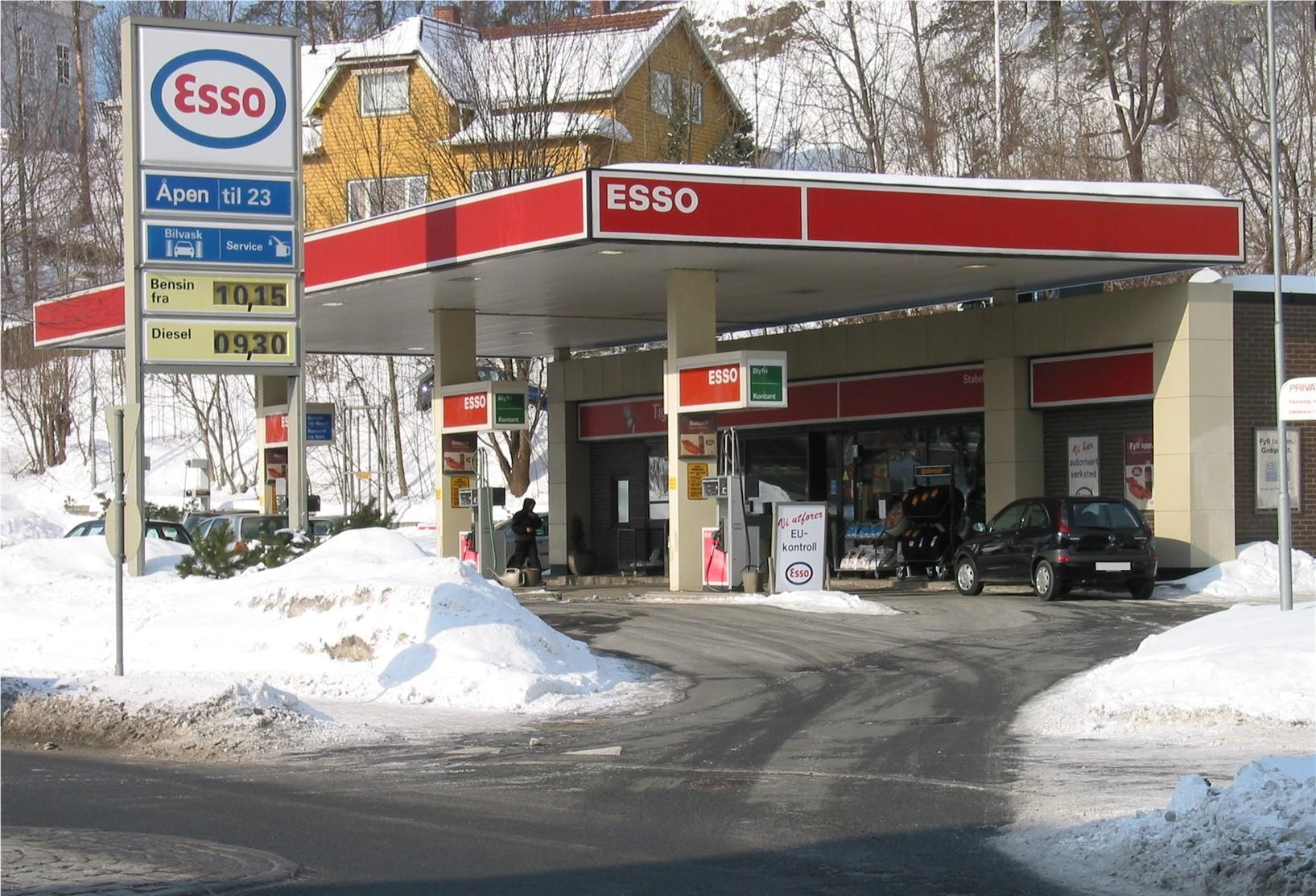
Essomack i Stabekk i Norge, 2006

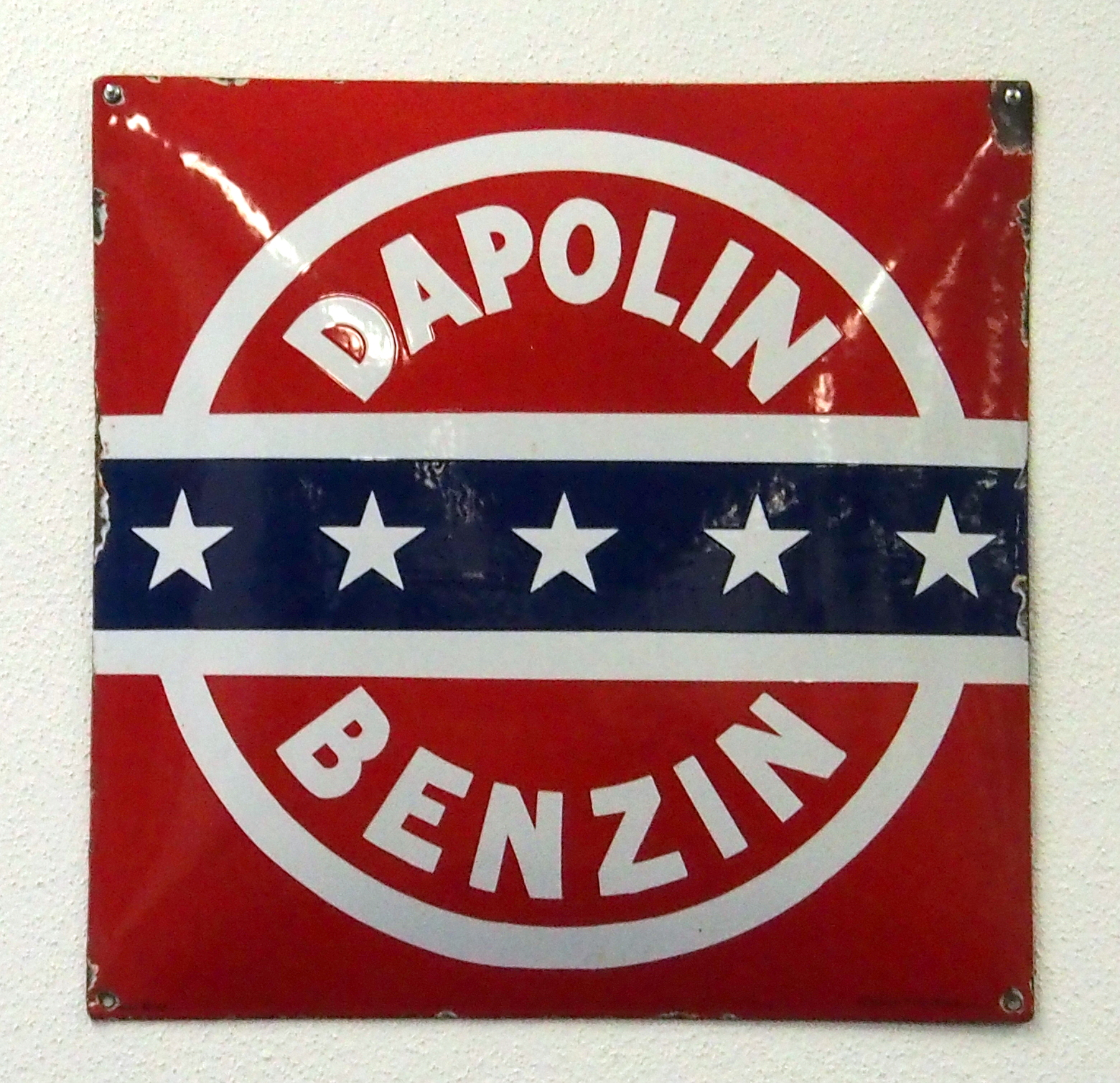
Tidigare varumärke för bensin från Standard Oil of New Jersey i Tyskland. Samma formgivning användes för Standard Oils varumärken i Sverige före Esso.

Esso är ett varumärke för bensinstationer tillhörande ExxonMobil.

## Historik
År 1911 hade USA:s högsta domstol tvingat fram en uppdelning av Standard Oil. Detta ledde att ett antal regionala oljebolag, som tidigare tillhör Standard Oil, nu hade rätt till varumärket "Standard" inom respektive olika delstater. Standard Oil of New Jersey började då att använda varumärket Esso, som var en fonetisk version av initialerna i Standard Oil.
Standard Oil of New Jersey använde varumärket Esso främst inom områden där man också ägde rätt till varumärket Standard Oil. I andra delstater mötte användandet av namnet Esso protester från andra tidigare Standard Oil-bolag, vilket ledde till att man där kallade sig antingen Enco eller Humble. Varumärket Esso användes också av Standard Oil of New Jerseys utländska dotterbolag och importörer.
År 1973 bytte Standard Oil of New Jersey namn till Exxon, och dess bensinmackar i USA bytte varumärket till Exxon.

## Esso i Sverige
I Sverige användes ursprungligen Krooks Bensin och senare Pratts och Standard som varumärken för petroleumprodukter från Standard Oil of New Jersey. Dotterbolaget Svenska Esso grundades 1934 och använde varumärket Esso från 1939. Efter det att Svenska Esso köpts av norska Statoil 1986, skyltades de tidigare Esso-bensinstationerna om till Statoil.
I Varberg finns ett museum avseende Esso och andra gamla bensinvarumärken.

## Esso i Danmark
Esso-bensinstationer fanns i Danmark till 1986, då det danska dotterföretaget köptes av Statoil ASA och stationerna skyltades om till Statoil.

## Esso i Finland
Standard Oil of New Jerseys dotterbolag Nobel-Standard öppnade den första bensinstationen 1921 i Helsingfors. Företaget bytte 1952 namn till Oy Esso Ab. År 2006 såldes det till S-gruppen, som i sin tur sålde omkring 140 bensinstationer vidare till St1. 44 bensinstationer skyltades till S-gruppens ABC. Den sista tidigare Esso-bensinstationen, i Laukas, skyltades om till St1 2010.

## Esso i Norge
Esso Norge AS grundades 1953 genom en sammanslagning av Østlandske Petroleumscompagni och Vestlandske Petroleumskompani. Företaget driver fortfarande (2020) ett landsomfattande nät av bensinstationer i Norge.

## Esso i Tyskland
I början av 1900-talet såldes bensin från Standard Oil of New Jersey under varumärkena Dapol och Dapolin. År 1931 började Standard i stället användas och från 1937 Esso.